# رحمین بدر
میر رحمین بدر خان که رحمین بن بدر هم نامیده می‌شد، یک نجیب زادهٔ بلوچ بود که حاکمیت وقت بندینی را بر عهده داشت.

## حکومت
وی حاکم منطقه گره دف (بندینی) بود و بعد ها به سمت گیاوان رفت تا با سلسله قاجار و انگلیسی ها استعمارگر مبارزه کند و آنها از مرز بلوچستان بیرون کند و او موفق به انجام چنین کاری شد او علاوه بر اینکه  همواره از خاک بلوچستان دفاع میکرد به آموزه های دینی، فقرا و مساکین اهمیت زیادی میداد، رحمین بدر به فاتح میناب نیز معروف است برای اولین بار در تاریخ بلوچ میناب به دست وی و با همکاری حکومت برکت عبدالنبی فتح شد. همچنین او حاکم، گره دف (بندینی)، سردار سپاه بلوچ های جاسک و فرمانده کل قوای بلوچ های جاسک (در زمان حاکم برکت عبدالنبی) ، وزیر حکومت برکت عبدالنبی (جاسک)

## وفات
این شخصیت بزرگ بلوچ در سالهای حدودا ۱۹۲۰ در طی بازگشت از جنگ از مرز های میناب(مقابله و جلوگیری از یورش دشمن از مرز میناب و ورود به بلوچستان که رحمین مانع این کار آنان شد و انان را شکست داد) وی در منطقه ای در نزدیکی گیاوان بر اثر بیماری وفات کرد.
مقبره رحمین بن بدر در گیاوان است.

## فتح میناب
هدف مبارزات در میناب ایستادن بر علیه ثروتمندانی بود که پول زکات را ادا نمی‌کردند، در حالیکه مردمان آنجا در فقر و گرسنگی به سر می‌برند. هدف کلی این پیکار پخش اموال زکات و غنائم جنگی گرفته شده برای فقرا بود که به فتح میناب منجر شد.